# Hypothyris lycaste
Hypothyris lycaste är en fjärilsart som beskrevs av Fabricius 1793. Hypothyris lycaste ingår i släktet Hypothyris och familjen praktfjärilar. Inga underarter finns listade i Catalogue of Life.

## Bildgalleri

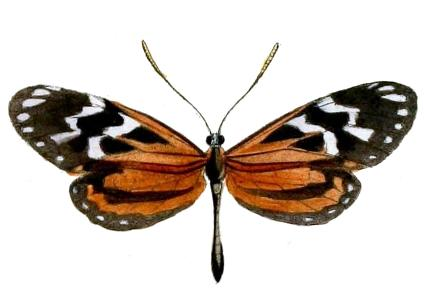
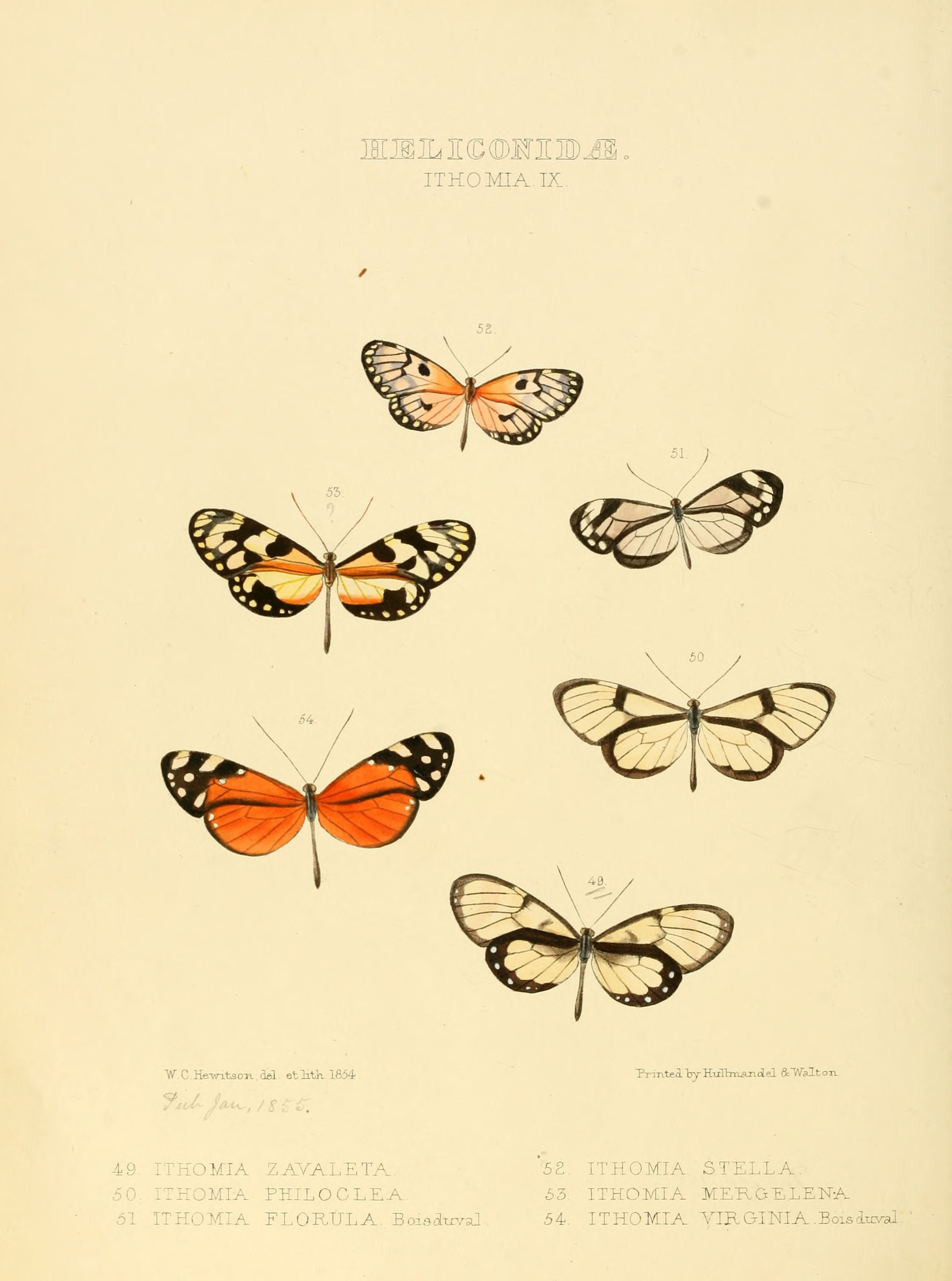
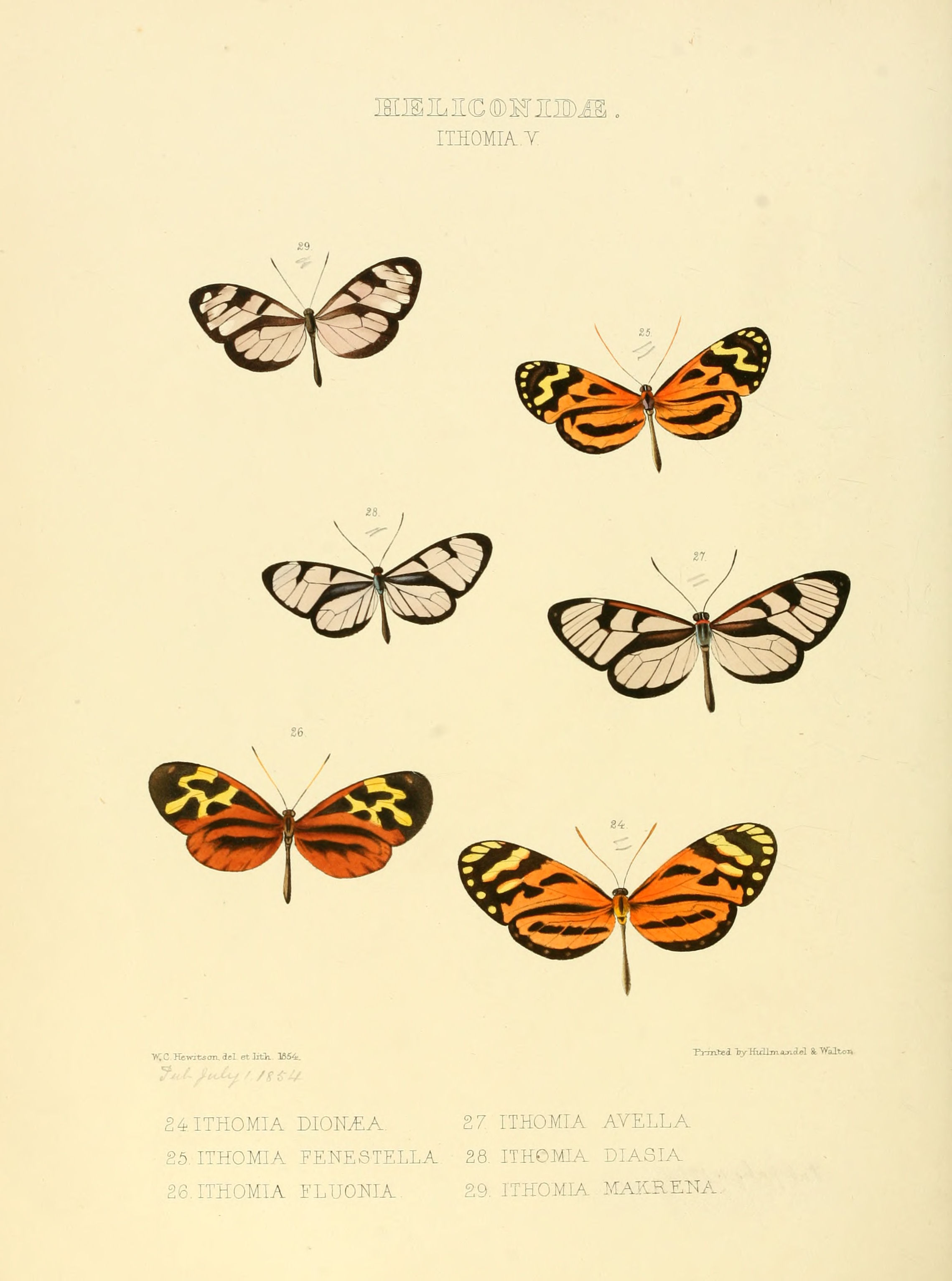
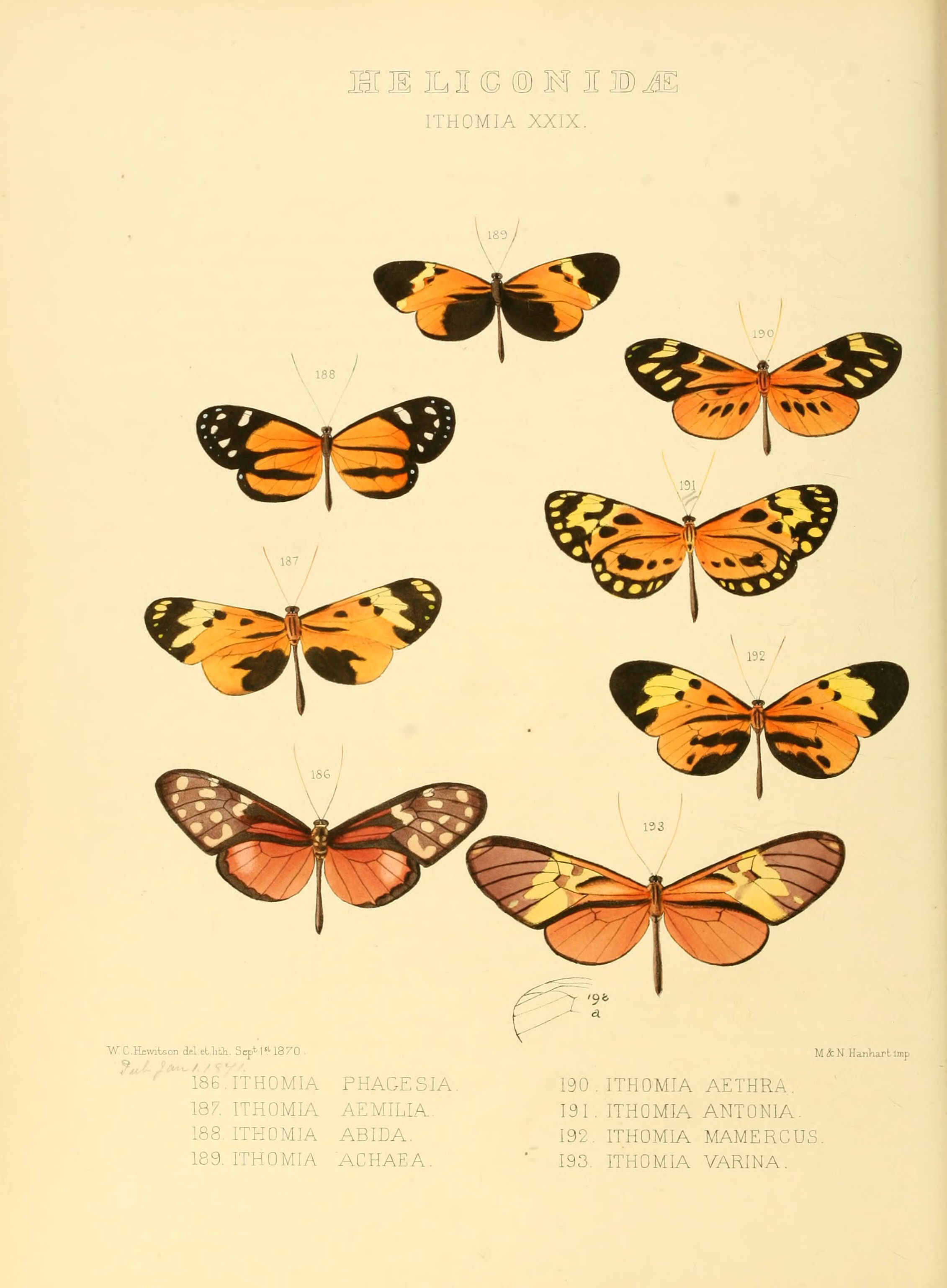
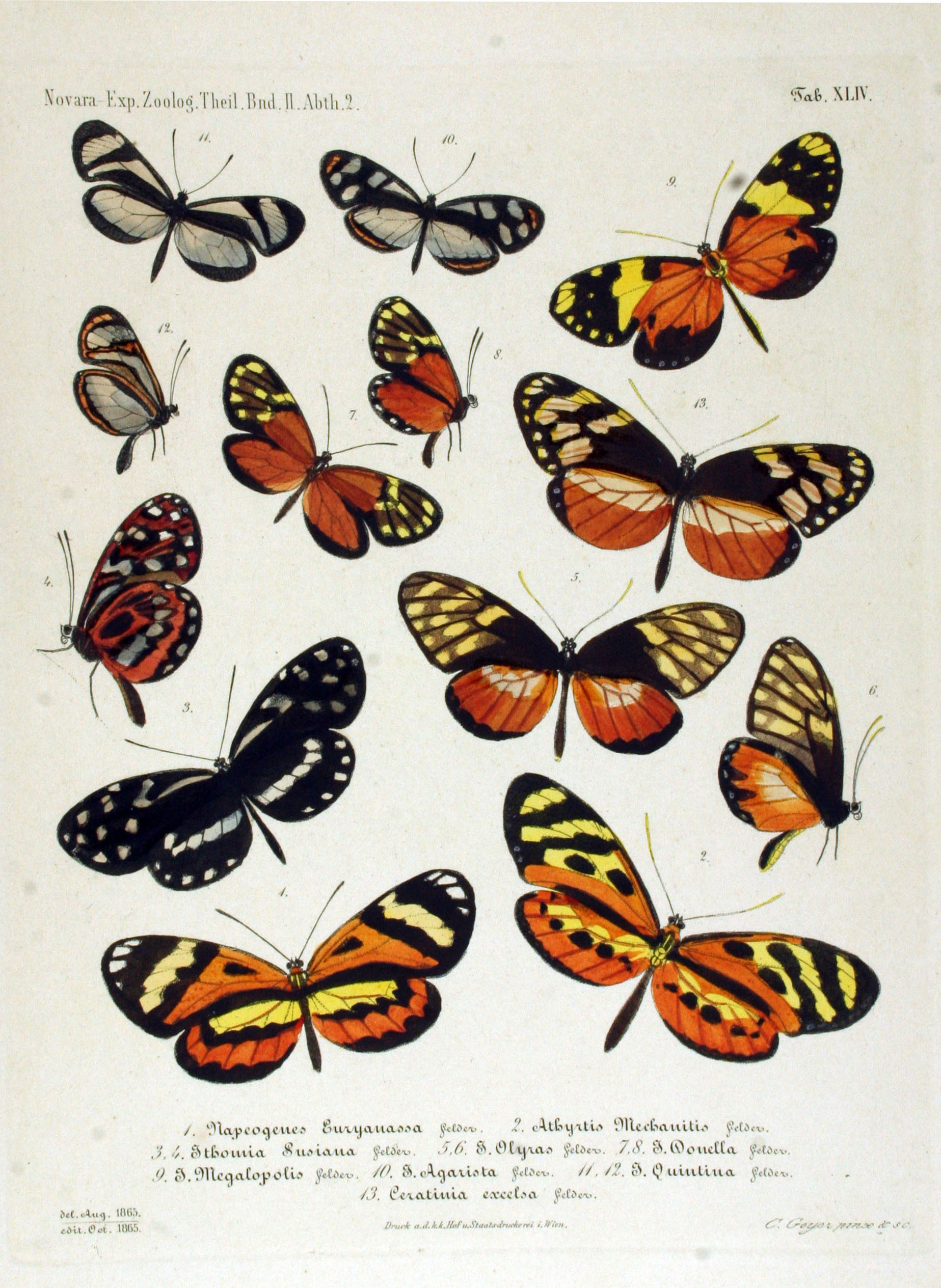